# 3 Berliński Pułk Piechoty
3 Berliński pułk piechoty (3 pp) – oddział piechoty ludowego Wojska Polskiego.
Sformowany w 1943 w Sielcach nad Oką na podstawie rozkazu z 14 maja 1943 według etatu nr 04/501. Wchodził w skład 1 Dywizji Piechoty im. Tadeusza Kościuszki.
Pierwsze działania bojowe podjął 12 października 1943 podczas bitwy pod Lenino. Następnie brał udział w walkach z siłami niemieckimi na terenie Polski, marsz zakończył szturmem na Berlin. Po wojnie stacjonował w Ciechanowe. W 1955 przeformowany w 3 Berliński pułk zmechanizowany.

## Formowanie

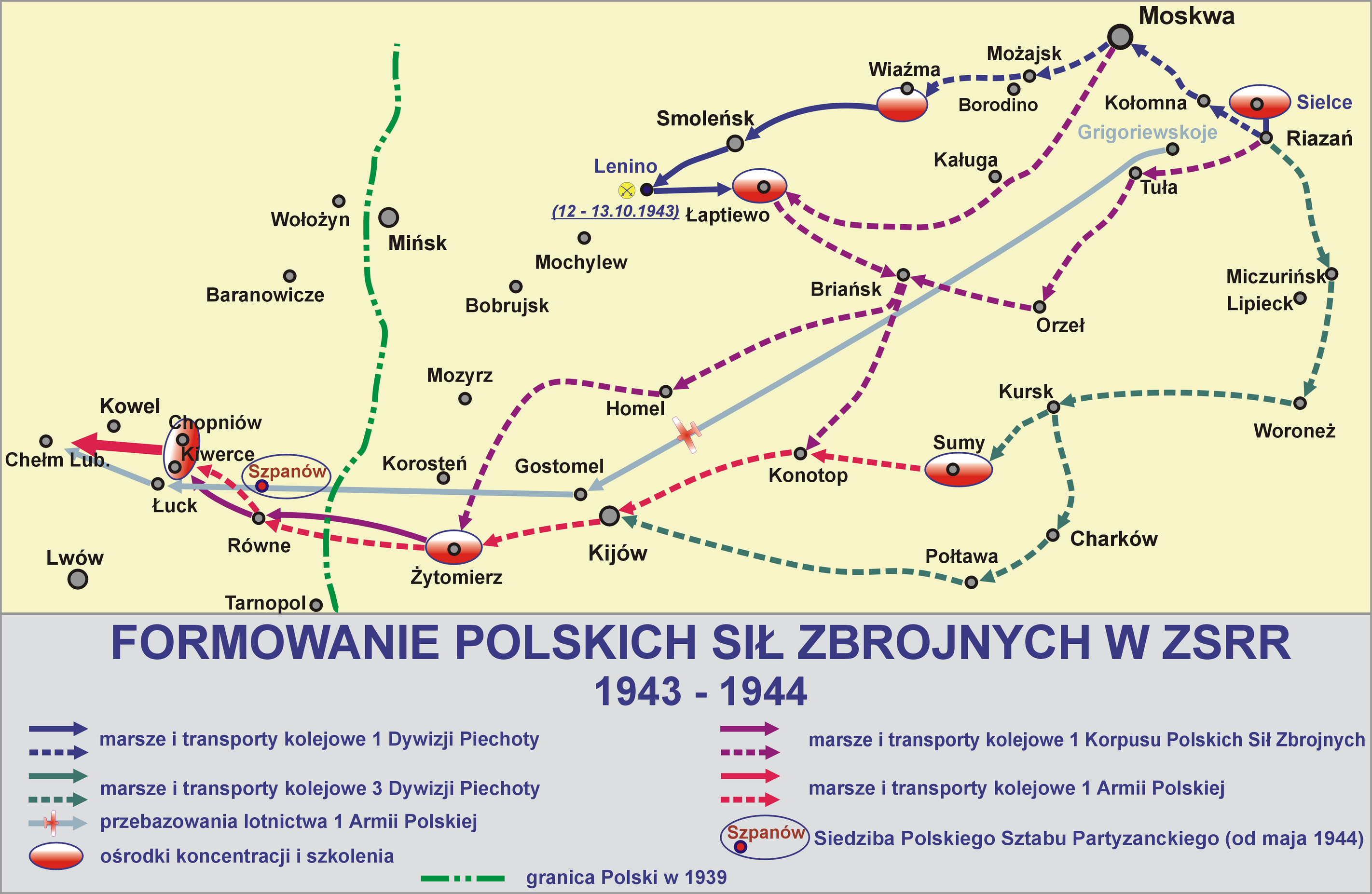

Dowódca pułku, oficer zawodowy Armii Czerwonej, ppłk Tadeusz Piotrowski podpisał swój pierwszy rozkaz 20 maja 1943. Ze względu na brak kadry, radzieccy instruktorzy pełnili czasowo obowiązki dowódców pododdziałów. W większości byli to Polacy z pochodzenia, przygotowani do pełnienia funkcji dowódczych i mających doświadczenie frontowe. W pierwszej kolejności formowano I batalion. Przybyłymi do pułku uzupełniano już zorganizowane pododdziały i formowano nowe. 
W dniach 18–20 czerwca 632 żołnierzy uzupełniło szeregi pułku. Większość żołnierzy przed przybyciem do pułku służyła w Wojsku Polskim lub Armii Czerwonej. Dowódcy podstawowych ogniw dowodzenia nie służący w armii stanowili 10% ogółu podoficerów pułku. W pułku dotkliwie odczuwano brak kadry podoficerskiej na stanowiskach dowódców drużyn i działonów. 7 czerwca 3 pp osiągnął stan 1016 żołnierzy co stanowiło 39% potrzeb. 11 czerwca żołnierzom I batalionu uroczyście wręczono broń. 
W rocznicę zwycięstwa pod Grunwaldem żołnierze pułku złożyli przysięgę. W uroczystości uczestniczyła przewodnicząca ZPP Wanda Wasilewska i dowódca dywizji płk dypl. Zygmunt Berling. Po przysiędze odbyła się defilada oddziałów.

## Żołnierze pułku

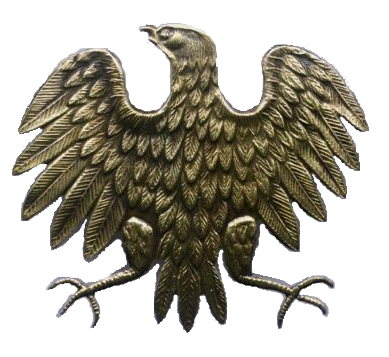
Orzeł tzw. wzór 43 (piastowski)

Obsada stanowisk uwzględniona jest do 9 maja 1945:
Dowódcy pułku
- ppłk Tadeusz Piotrowski (20 maja 1943 – 5 sierpnia 1944)
- płk Aleksander Archipowicz (5 sierpnia 1944 do końca wojny)
- mjr Janusz Sieczkowski (1953-1954)

Zastępcy dowódcy ds. polityczno-wychowawczych
- kpt. Władysław Sokołowski (do 25 maja 1943)
- kpt. Marian Naszkowski (do 29 grudnia 1943)
- kpt. Adam Bromberg (29 grudnia 1943 – 11 maja 1944)
- kpt. Jerzy Bengom (11 maja – 17 października 1944)
- kpt. Ryszard Mandel
- por. Marcin Mazurek
- kpt. Henryk Stungur

Zastępcy dowódcy ds. liniowych
- mjr L. Łysenko (21 maja – 11 czerwca 1943)
- mjr Konstanty Gryżewski (11 czerwca 1943 – 4 lutego 1944)
- ppłk Józef Kacan (7 maja 1944 – 16 lutego 1945)
- ppłk Zygmunt Duszyński

Adiutanci dowódcy pułku
- por. I.K. Krawczenko
- ppor. Bronisław Maklak
- chor. Leszek Stephani
- st. sierż. Stanisław Pietrzak
- chor. Mieczysław Żukowski

Szefowie sztabu
- kpt. K. Ganderow (21 maja – 9 czerwca 1943)
- mjr Włodzimierz Dębowski (9 czerwca – 16 lipca 1943)
- kpt. Borys Masalski (16 lipca – 29 października 1943)
- ppłk Kazimierz Sikorski (6 listopada 1943 – 19 marca 1945)
- kpt. Kazimierz Firko (19 marca – 21 kwietnia 1945)
- kpt. Henryk Jermanowski (21 kwietnia – 2 maja 1945)
- kpt. Teodor Śmietanin (p.o. 3 maja 1945) do czasu powrotu ze szpitala rannego kpt. Jermanowskiego

Kwatermistrze
- kpt. gw. Kazimierz Przewalski
- kpt. Andrzej Sobotko
- mjr Leonard Radziszewski
- kpt. Andrzej Lisowski
- kpt. Wacław Rutkowski
- kpt. Zenon Blachowski

1 batalion piechoty
- dowódcy batalionu
  - kpt. Kazimierz Rodziewicz
  - kpt. Aleksander Mozgo
  - kpt. Andrzej Lisowski
  - kpt. Michał Nowitny
  - por. Andrzej Didur (p.o.) w czasie ranienia kpt. M. Nowotnego
  - mjr Michał Nowitny

2 batalion piechoty
- dowódcy batalionu
  - por. Paweł Siemiereński (p.o.)
  - kpt. Jan Łopaciński
  - por. Wieńczysław Filipowicz
  - kpt. Gabriel Sobolewski
  - mjr Wacław Zalewski

3 batalion piechoty
- dowódcy batalionu
  - por. Aleksy Legaczow (p.o.)
  - por. Edward Burkowski (p.o.)
  - kpt. Włodzimierz Lubański
  - por. Michał Nowitny
  - kpt. Andrzej Lisowski
  - kpt. Stanisław Koroway
  - kpt. Napoleon Naruszewicz
  - por. Andrzej Didur

1 kompania fizylierów
- dowódcy kompanii
  - por. gw. Julian Szczęsnowicz
  - por. Michał Terlecki

2 kompania fizylierów
- dowódcy kompanii
  - por. Lew Połzun
  - ppor. Michał Terlecki

Kompania rusznic przeciwpancernych
- dowódcy kompanii
  - ppor. Michał Goroszczenia
  - por. Kazimierz Graff
  - ppor. Szczepan Mróz

Kompania łączności
- dowódcy kompanii
  - kpt. Aleksander Chaliński
  - por. Aleksander Tchórzewski
  - por. Dymitr Batoryn
  - ppor. Michał Galanty

Kompania sanitarna
- dowódcy kompanii
  - ppor. Naftali Stempa
  - kpt. Julian Pinkiewicz
  - ppor. Naftali Stempa
  - ppor. Bolesław Wadlewski
  - por. Mieczysław Peszczyński
  - kpt. Mikołaj Taradajczenko
  - por. Daniel Sinica

Kompania transportowa
- dowódcy kompanii
  - por. Wacław Rutkowski
  - por. Henryk Stungur
  - ppor. Karol Surżyc
  - chor. Mikołaj Archipowicz

Bateria dział przeciwpancernych 45 mm
- dowódcy baterii
  - por. Mikołaj Chodźko
  - por. Serafin Michalewski

Bateria armat 76 mm
- dowódcy baterii
  - ppor. Jan Szlęk
  - por. Bronisław Rutkowski
  - chor. Wil-Witold Mokrzewski (p.o.)
  - por. Mikołaj Snagin

Bateria moździerzy 120 mm
- dowódcy baterii
  - por. Michał Abadowski
  - kpt. Józef Pławiński

Pluton zwiadu konnego
- dowódcy plutonu
  - por. Piotr Kędzierski
  - wachm. Michał Kozioł
  - chor. Witold Śledziewski
  - chor. Bolesław Michalski

Pluton zwiadu pieszego
- dowódcy plutonu
  - por. Stanisław Zazula
  - ppor. Konstanty Pasztaleniec
  - plut. Michał Sirko
  - ppor. Józef Murdzia
  - chor. Wacław Akuszkin

Pluton saperów
- dowódcy plutonu
  - ppor. J. Łamiński
  - ppor. Borys Skrebkow
  - chor. Stanisław Popławski
  - ppor. Czesław Łobodziński
  - chor. Stanisław Popławski

Pluton chemiczny
- dowódcy plutonu
  - kpt. Antoni Jabczyński
  - chor. Józef Kielski
  - chor. Zygmunt Szczepański
  - chor. Miron Szpyrko
  - chor. Grzegorz Ponomarenko

Pluton administracyjny
- dowódcy plutonu
  - chor. Kazimierz Gadzikowski
  - ppor. Bronisław Maklak
  - chor. Mateusz Tokarski
  - chor. Wincenty Tabor

Ambulans weterynaryjny
- kierownicy ambulansu
  - st. felczer weterynarii kpt. Ksawery Wasilewski, por. Marek Regal
  - felczer weterynarii ppor. Franciszek Kościelski

Warsztaty uzbrojenia
- kierownicy warsztatów
  - ppor. A. Wolski
  - por. Piotr Grzybowski
  - st.sierż. Aleksander Karczmarik
  - st.sierż. Edward Ross

Kawalerowie Orderu Virtuti Militari
| płk Archipowicz Aleksander por. Brena Teodor por. Breus Teodor ppor. Broch Jakub por. Chodźko Mikołaj ppor. Czopowik Zbigniew chor. Dobromil Jan kpt. Górski Władysław (pośmiertnie) por. Katkowski Franciszek (pośmiertnie) | ppor. Kaźmierczak Jan bomb. Liczner Władysław ppor. Michalewski Serafin kpt. Nowitny Michał ppor. Rybakowski Julian (pośmiertnie) ppor. Sofka Alfred (pośmiertnie) por. Wanagas Mikołaj (pośmiertnie) pchor. Wilczek Eugeniusz (pośmiertnie) por. Zbrożek Rudolf |

## Skład etatowy
dowództwo i sztab
- 3 bataliony piechoty
- kompanie: dwie fizylierów, przeciwpancerna, rusznic ppanc, łączności, sanitarna, transportowa
- baterie: artylerii ppanc (6 armat 45mm), armat 76mm (4 armaty 76mm), moździerzy (8 moździerzy 120mm)
- plutony: zwiadu konnego, zwiadu pieszego, saperów, obrony pchem, żandarmerii, administracyjny[3].
- ambulans weterynaryjny[3].
- warsztat rusznikarski[3].

Razem:
żołnierzy 2915 (w tym oficerów – 276, podoficerów 872, szeregowców – 1765).
Sprzęt:
162 rkm, 54 ckm, 66 rusznic ppanc, 12 armat ppanc 45mm, 4 armaty 76mm, 18 moździerzy 50mm, 27 moździerzy 82mm, 8 moździerzy 120mm

## Marsze i działania bojowe
Wymarsz na front i chrzest bojowy

Pułk przez cały okres wojny walczył w składzie 1 Dywizji Piechoty. Nocą z 30 na 31 sierpnia 1943 pułk rozpoczął marsz w kierunku stacji kolejowej Diwowo. Zgodnie z planem miał formować trzy transporty o nr 10, 11 i 12. Cała dywizja miała się załadować na trzech stacjach: Diwowo, Rybnoje i Fruktowaja. Zgodnie z rozkazem dowódcy dywizji bataliony pułku w nakazanej kolejności i o określonym czasie przekraczały most na Oce i na stacji ładowały się do transportów. Transporty pułku mijały po drodze Kołomnę, peryferie Moskwy, Możajsk, Gżatsk.
Pułk osiągnął rejon Wiaźmy i tu rozładowywał się. Transport nr 12 z 3 batalionem wyładował się na stacji Siemlewo. Pododdziały po kilkukilometrowym marszu zatrzymały się w rejonie wsi Grigoriewo, gdzie przystąpiły do budowy i urządzenia ziemianek. 3 września wszystkie jednostki dywizji w tym i 3 pp zostały ześrodkowane w rejonie wsi Jurkino, Grigoriewo i Stiepankowo. Dowódca pułku 23 września otrzymał rozkaz o zmianie dyslokacji. Ogłoszono alarm bojowy i pododdziały ruszyły do miejsca ześrodkowania w rejonie wsi Jakowlewo.
2 października 3 pp opuścił rejon ześrodkowania i maszerował przez płonący Smoleńsk, a następnie przeprawił się przez Dniepr i 3 października po północy ześrodkował się 1 km na wschód od wsi Niżnaja Jasiennaja. 7 października podczas podejścia dywizji w rejon miasteczka Lady w pas 10 Armii, dowódca Frontu Zachodniego gen. armii Wasilij Sokołowski zmienił swoją poprzednią decyzję i podporządkował dywizję dowódcy 33 Armii gen. płk. Wasilijowi Gordowowi. Pułk ześrodkował się w rejonie wsi Krasatinka, a dowódca 3 pp uczestniczył w odprawie prowadzonej przez gen. Berlinga. 
Podczas bitwy pod Lenino pułk miał nacierać w drugim rzucie w kierunku południowego skraju Moisiejewa i północnego skraju wsi Puniszcze, Piańkowa. Dowódca pułku wydał rozkaz bojowy zawierający zadania dla poszczególnych pododdziałów oraz ustalił gotowość do natarcia na 11 października.
Pułk został ugrupowany w dwa rzuty, a przed bitwą zorganizował pluton zdobyczy wojennych. 11 października wieczorem pododdziały pułku zajęły podstawę wyjściową na północny zachód od wsi Budy. 12 października 3 pp ruszył ze swoich stanowisk w kierunku wsi Mojsiejewo, sforsował Miereię w rejonie m. Lenino, wyszedł na jej zachodni brzeg i okopał się na linii wzgórza 215,5. Jedna z kompanii pułku walczyła o bezimienne wzgórze i utrzymania go do nadejścia batalionu. Podczas walk pododdziały pułku były bombardowane przez hitlerowskie lotnictwo. Na rozkaz dowódcy dywizji, pułk wszedł do pierwszego rzutu. 2 i 3 kompanie pułku walczyły w rejonie wsi Trygubowa. 13 października, po uzupełnieniu amunicji, pododdziały pułku oraz stanowisko dowodzenia były atakowane przez lotnictwo. Żołnierze zajęli stanowiska na obrzeżach bombowych lejów i leżąc okopali się na całej linii. 3 pułk nie odniósł podczas walki sukcesu. W nocy z 13 na 14 października został zluzowany przez sowiecki 820 pp mjr. Medika i ześrodkował się na łąkach w rejonie wsi Krasatinka. W tym samym czasie pomocnik szefa sztabu pułku ds. kwatermistrzowskich kpt. Feliks Wojno kierował akcją grzebania poległych żołnierzy na wschodnim brzegu Mierei między wsią Mojsiejewo a Lenino. Znajduje się tam cmentarz z pomnikiem poległych kościuszkowców, a na wzgórzu 215,5 wznosi się mauzoleum polsko-radzieckiego braterstwa broni.
Podczas walk pod Lenino, 3 pp stracił 353 żołnierzy w tym poległo 5 oficerów, 25 podoficerów i 59 szeregowców, a rannych zostało 16 oficerów, 53 podoficerów i 146 szeregowców. Zaginęło bez wieści 49 żołnierzy. Pułk poniósł w porównaniu do innych pułków najmniejsze straty i po bitwie zachował zdolność bojową. Znajdowało się w jego szeregach 2170 ludzi w tym: 189 oficerów, 518 podoficerów i 1463 szeregowców. 
Pod Smoleńskiem

Po zapadnięciu zmroku w dniu 15 października w 3 pp odbył się uroczysty apel poległych, podczas którego odczytano rozkaz pułkowy, a pamięć o poległych uczciła trzykrotna salwa kompanii honorowej. Pododdziały pułku zostały przesunięte w rejon wsi Krasatinka, gdzie znajdował się bardziej dogodny teren. Sztab dywizji mieścił się we wsi Nikołajewa, a sztab 3 pp we wsi Krasatinka. Przeprowadzona została w pododdziałach reorganizacja i zmiany personalne na stanowiskach dowódczych. Nocą z 26 na 27 października pododdziały pułku przesunęły się na południowy wschód i ześrodkowały na północny wschód od wsi Zabrodzie. W sztabie pułku nastąpiły zmiany. Na stanowisko szefa sztabu pułku został wyznaczony kpt. Kazimierz Sikorski dotychczasowy pomocnik szefa sztabu. 
2 listopada 1943 1 DP została wyłączona ze składu 33 Armii i podporządkowana dowódcy Frontu Zachodniego. Z Sielc do pułku przybyło uzupełnienie. Czyniono również przygotowania do obchodów rocznicy niepodległości przypadającej na 11 listopada. 14 listopada, w dniu wolnym od zajęć, w 3 pp i innych oddziałach dywizji odbyły się obchody tradycyjnego święta. Na uroczystość przybył dowódca 1 Korpusu Sił Zbrojnych w ZSRR gen. bryg. Zygmunt Berling. Towarzyszył mu pełniący obowiązki dowódcy 1 DP płk Bolesław Kieniewicz. Uroczystość zakończyła defilada pododdziałów pułku. Zgodnie z rozkazem dowódcy dywizji, w pułku zorganizowano szkołę podoficerską. 23 listopada pułk opuścił rejon Zabrodia i po uciążliwym marszu, 28 listopada przybył do nowego rejonu na południowy wschód od Smoleńska. We wsi Boreszino rozlokował się sztab pułku, który następnie przeniósł się do większej wsi o nazwie Janowo. Pododdziały były rozlokowane następująco: we wsiach Murawszczyna i Awdotino 1 batalion piechoty, w Janowie 2 batalion z samodzielnymi pododdziałami, 3 batalion we wsi Zaborie, we wsi Łuszczyno dywizjon pułkowej artylerii, a podoficerska szkoła we wsi Berezyna. Ostatni okres pobytu na Smoleńszczyźnie upłynął na intensywnym szkoleniu i porządkowaniu ewidencji na wszystkich szczeblach dowodzenia.
Na Ukrainie

16 marca 1944, po odpowiednich staraniach Polski uzyskano zgodę rządu radzieckiego na rozwinięcie 1 Korpusu do rozmiarów armii ogólnowojskowej. Zapadła decyzja przedyslokowania jednostek korpusu na Ukrainę. Po południu 14 marca, pierwsze pododdziały pułku wyruszyły w kierunku stacji kolejowej Rabcewo, skąd 3 pp wyruszył trzema transportami na południe. 15 marca odszedł pierwszy transport z 3 batalionem i jechał przez Konotop, Kijów, Fastów. Dwa następne z odstępach jednodniowych przez Homel, Kalinkowicze i Korosteń. Wszystkie transporty zmierzały na południe od Żytomierza do stacji kolejowej Reja. Po ośmiu dniach podróży pododdziały wyładowały się i zajęły przydzielone na kwatery wsie. Pododdziały pułku po wyładowaniu przeszły nieduże odległości i rozlokowały się w rejonie Berdyczowa. We wsi Połowieckoje zatrzymał się 1 batalion, 2 we wsi Korwinowka, a 3 batalion z samodzielnymi pododdziałami oraz sztab w Dmitriwce. Po rozlokowaniu pododdziałów przystąpiono do szkolenia. Armia Polska w ZSRR została 29 kwietnia podporządkowana operacyjnie dowódcy 1 Frontu Białoruskiego gen. armii Konstantemu Rokossowskiemu. W sztabach jednostek przygotowywano się do zmiany dyslokacji, która zbiegła się z obchodem 1 Maja. W tym samym czasie na zaproszenie ZPP przybyli do Związku Radzieckiego przedstawiciele amerykańskiej Polonii i odwiedzali oni poszczególne jednostki naszej armii. 3 maja odbyła się z tej okazji defilada pododdziałów pułku, którą przyjmował gen. Berling w towarzystwie prof. Oskara Langego. 
Następnego dnia 4 maja pododdziały pułku w rejonie stacji Reja załadowały się na transport kolejowy i ruszyły na zachód przez Szepietówkę do Kiwerc. Pułk wyładował się 6 maja na stacji Kiwerce i maszerował w rejon Słowatycz, gdzie ześrodkował się 3 km. na północny zachód od wsi w sosnowych lasach. Pułk zwiększył swoją liczebność dzięki 344-osobowemu uzupełnieniu. Armia Polska przedyslokowująca się do rejonu Kiwerc weszła w skład drugiego rzutu 1 Frontu Białoruskiego i przygotowywała się do operacji brzesko-lubelskiej. 3 pp zgodnie z zadaniem bojowym zajął obronę w rejonie miejscowości Nawóz. Rozformowana została 3 kompania piechoty, a jej żołnierze zostali rozdzieleni do poszczególnych pododdziałów pułku. Pułk obchodził 21 maja pierwszą rocznicę powstania dywizji. Na uroczystość przybyli gen. Berling i jego zastępcy, generałowie Aleksander Zawadzki i Karol Świerczewski oraz przedstawiciele Armii Radzieckiej. Do 8 lipca uzupełniono stan broni, a 2 czerwca 3 pp odwiedzili przedstawiciele KRN, którzy zapoznali się ze stanem bojowym i szkoleniem żołnierzy. Po południu została ogłoszona gotowość bojowa pułku.
W bojach nad Wisłą

15 lipca pod wieczór pododdziały pułku gotowe były do wymarszu. Wzmocniony dwiema kompaniami saperów pułk ruszył na zachód jako awangarda dywizji. W pierwszym etapie marszu pułk mijał wieś Wielick, kol. Stara Dąbrowa i ześrodkował się 19 lipca w rejonie wsi Radowicze. Dalej maszerował przez Janówkę, Radziechów i Mutnicę koło, której ześrodkował się 23 lipca w gotowości bojowej do dalszego marszu. Pułk ruszył dalej po ogłoszonym alarmie i osiągnął most na Bugu we wsi Husynne. Po dalszym marszu ześrodkował się na północny zachód od Ludwinowa, a następnego dnia ruszył dalej. Trasa wiodła przez Janowice, Chełm, Krzesinów i przez Lublin ku Wiśle. 26 lipca pułk wkroczył do Lublina, po wyjściu z niego późnym wieczorem pododdziały ześrodkowały się w rejonie wsi Panieńszczyzna. W następnym dniu maszerował na Markuszów i Kurów do rejonu ześrodkowania koło wsi Sielce. W dniu 28 lipca dowódca pułku uczestniczył w rekonesansie z dowódcą dywizji gen. Wojciechem Bewziukiem. Pułk zluzował oddziały Armii Radzieckiej i zajął obronę na odcinku od Wieprza do m. Gołąb. 29 lipca prowadził obserwację nieprzyjaciela i kopał stanowiska ogniowe na wale wiślanym. Zgodnie z rozkazem dowódcy dywizji pułk miał działać wydzielonymi pododdziałami odpowiednio wzmocnionymi i otrzymał zadanie jedną kompanią piechoty sforsować Wisłę w rejonie kol. Borowina, zdobyć stoki wzgórza 115,2 i na, nim się umocnić Do forsowania rzeki nocą z 31 lipca na 1 sierpnia nie doszło i nie podjęto już prób forsowania rzeki. Płk Piotrowski zgodnie z rozkazem dowódcy armii przekazał dowodzenie pułkiem dla ppłk. Aleksandra Archipowicza. 
Walczące dywizje 1 Armii w rejonie Dęblina i Puław, a w tym i 3 pp nie zdołały zdobyć i utrzymać przyczółków, więc dowódca 1 FB postanowił przeprawić 1 Armię na przyczółek warecko-magnuszewski. Pułk bez 2 batalionu w nocy z 6 na sierpnia opuścił dotychczasowy rejon obrony i maszerował po osi Bobrowniki, Kleszczówka, wzgórze 150,0 i 7 sierpnia ześrodkował się w rejonie st. kol. Stawy. W rejonie st. kol. Stawy pułk odpoczywał cały dzień i maszerował dalej po osi Stawy, Zielonka, Więczków, Kozice, Damianów, Koleń i 8 sierpnia ześrodkował się w rejonie wsi Koleń. Po następnym nocnym marszu 9 sierpnia pułk ześrodkował się w rejonie wsi Wilkowyja. Do 21 sierpnia pułk pozostawał w tym rejonie jako drugi rzut armii, a następnie wzmocniony 3 dywizjonem 1 pal zluzował 34 pułk radziecki i zajął obronę na odcinku: Wielkie Kresy, Karczew, Nadbrzeż, Kępa Nadbrzeska. Ppłk Archipowicz ugrupował pułk na dziesięciokilometrowym froncie w jednym rzucie, a w odwodzie pozostawił pułkowe kompanie rusznic przeciwpancernych i fizylierów. Pułk wraz z innymi oddziałami dywizji osłaniał północne skrzydło wojsk, które znajdowały się na przyczółku i toczył walki w rejonie Karczewa. Pułkowi zwiadowcy prowadzili w tym czasie rozpoznanie stanowisk nieprzyjaciela i próbowali zdobyć „języka” co udało, im się wykonać w nocy z 26 na 27 sierpnia. Pułk oprócz działalności bojowej kontynuował również działalność organizacyjną i wyjaśniającą w okolicznych wsiach. W rejonie Karczewa pułk pozostawał do 31 sierpnia. 
Wyzwolenie Pragi

31 sierpnia pułk przekazał obronę 35 pp 17 dywizji i 1 września ześrodkował się w rejonie wsi Pogorzel W godzinach popołudniowych maszerował do nowego miejsca ześrodkowania po osi Soplicowo, Jabłonna, Świerk, Wola Karczewska, Małcanów i dotarł w rejon wsi Lipowo, gdzie zorganizował obronę okrężną. Szkolił żołnierzy i przygotowywał się do walk ulicznych i z czołgami. Dowództwo pułku porządkowało pododdziały pod względem organizacyjnym i zapewnieniu, im zdolności bojowej. Pułk w końcu sierpnia liczył 1878 żołnierzy wobec 2897 przewidzianych etatowo. Dowódca pułku z szefem sztabu i dowódcami pododdziałów przeprowadził rekonesans rejonu, z którego pułk miał ruszyć do natarcia.
W nocy z 8 na 9 września 1 DP zajęła podstawę wyjściową do natarcia i została ugrupowana w dwa rzuty. Pułk opuścił rejon ześrodkowania i marszem po osi: Wola Karczewska, Wola Ducka, Wiązowna 8 września ześrodkował się w rejonie Michalina 10 września pułk ruszył do ataku na pozycje nieprzyjaciela. Podczas ataku pododdziały pułku mijały szosę Lublin-Warszawa i dotarły do m. Glinki, gdzie zdobyły klasztor. Pod koniec dnia 3 pp doszedł do szosy Zielona-Wawer i zajął ją, a następnie walczył o Czaplowiznę. Stanowisko dowodzenia pułku przeniesiono do leśniczówki. W nocnych działaniach pułk atakował część Nowego Rembertowa i fabrykę „Pocisk”. 11 września pododdziały pułku obeszły pętlę kolejową na południe od Rembertowa i wyszły na nasyp wzdłuż drogi Wygoda-Karolówka i dalej walczyły na skraju Kawęczyna, gdzie po zażartej walce zajęły skrzyżowanie dróg w tej miejscowości. Pułk opanował część Wygody i 12 września zdobył Kawęczyn, który zamykał dostęp do Ząbek i Pragi. Pododdziały pułku kontynuowały atak i podeszły pod folwark Antoninów i wzgórze 83,8. Zdobył szturmem o 13.00 to wzgórze i folwark Antoninów, po, którym jego natarcie zostało zatrzymane. Pododdziały pułku atakowały i zdobyły fort 92,8, a następnie nacierały w kierunku huty szkła, skrzyżowania dróg, koszar przy ul. 11 listopada oraz północnego mostu. Pułk wyparł wroga z folwarku Dotrzyma i wspólnie z żołnierzami 76 dywizji zdobył domy Elsnerowa. Podczas przeciwuderzenia sił niemieckich pododdziały pułku osiągnęły zabudowania Targówka i Utraty oraz odpierały czołowe kontrataki wroga na odsłonięte prawe skrzydło pułku. Po odparciu kontrataków pułk umocnił się na rubieży Elsnerów-st. kol. Utrata. 
Walczył o pojedyncze domki na północ od Utraty i wdarł się na południowe krańce Targówka i Utraty, a następnie wyszedł na rubież kościoła. Pododdziały pułku zdobyły wiadukt kolejowy na szosie radzymińskiej. Pułk wyszedł na rubież Krask-huta szkła i walczył na wschodnich krańcach Pragi, w Utracie i Targówku. W czasie walk poniósł ciężkie straty w stanie osobowym. W ciągu czterech dni walk poległo lub zostało rannych 500 żołnierzy pułku. 14 września po złamaniu oporu nieprzyjaciela zdobył koszary przy ul. 11 listopada. Przy wsparciu czołgów prowadził działania bojowe z zadaniem opanowania mostu kolejowego, który został przez Niemców wysadzony. Prowadził zacięte walki o silnie broniony przyczółek mostu kolejowego. Nocą z 14 na 15 września Praga była już prawie wolna, ale 3 pp znajdował się jeszcze w walce. 15 września pododdziały pułku atakowały wroga i wyparły go ze stanowisk na wale i przed wylotem mostu kolejowego. Przed nastaniem świtu pułk ostrzeliwany z rejonu Cytadeli i Dworca Gdańskiego zajął pozycję obronną na wale wiślanym od Pelcowizny do portu. Podczas pięciodniowych walk pułk stracił 911 żołnierzy, z czego 168 poległych i 4 zaginionych. W bitwie o wyzwolenie Pragi stracił 47% stanu z 9 września 1944.
Działania bojowe i wyzwolenie Warszawy

3 pp po zluzowaniu ześrodkował się 17 września w rejonie Nowego Rembertowa. Sztab pułk przeprowadził reorganizację pododdziałów. Do czasu otrzymania uzupełnienia z pozostałych po bitwie żołnierzy utworzono w pułku 1 i 2 bataliony piechoty. Do pułku napływało uzupełnienie. 25 września przybyło 331 ludzi, 3 października 329 ludzi, a w drugiej połowie grudnia doszło jeszcze 216 żołnierzy. Do końca grudnia przybyło do pułku 1027 żołnierzy i tym samym osiągnął on stan liczebny sprzed bitwy o wyzwolenie Pragi. Pododdziały pułku zajęły kwatery w Kawęczynie, Wygodzie, na Gocławiu, Glinkach, Czaplowiźnie i w Wawrze, a z rejonu fabryki „Pocisk” do Nowego Rembertowa przeniesione zostało stanowisko dowodzenia pułku i ulokowane w domu przy ul. Jagiełły 16. W Rembertowie pułk obchodził uroczyście rocznicę bitwy pod Lenino i od społeczeństwa otrzymał sztandar. Ponownie w pułku przeprowadzono reorganizację, podczas której z żołnierzy uzupełnienia utworzony został 3 batalion piechoty.
22 października pododdziały pułku w rejonie Białołęki zajęły obronę ; 2 batalion w pierwszym rzucie na odcinku Białołęka-droga na Brzeziny, majątek Białołęka-północny skraj Aleksandrowa-wzgórze 81,3 zajął 1 batalion, a 3 pozostał w rejonie Grodziska w drugim rzucie. Na zachodnim skraju Marek zostały ześrodkowane tyły i kompania sanitarna, a w majątku Lewandów znajdowało się stanowisko dowodzenia pułku. 24 października zaczęły się działania bojowe i pułk rozpoczął natarcie. 2 batalion osiągnął rubież na północnym skraju st. kol. Płudy, 1 batalion osiągnął północny skraj Piekiełka, a 3 batalion przesunął się do Marcelina. Na północnym skraju Białołęki znajdowało się SD pułku. Pododdziały kontynuowały natarcie i 2 batalion osiągnął skraj Henrykowa, 1 batalion Tarchomin, 3 batalion zajął pozycje w rejonie wzgórza 87,7, a SD w północnej części st. kol. Płudy. 3 pp ześrodkował się w rejonie Wiśniewo, Marcelin, Białołęka, a następnie maszerował nad Wisłę, gdzie zluzował 5 pp. 27 pułk ruszył naprzód i opanował Dąbrówkę Grzybowską, Kalenicę, Kępę Tarchomińską i osiągnął rejon Buchnika. 28 października jednostki polskie przeszły do natarcia i opanowały Jabłonnę. Pułk do 31 października pozostał w obronie. 1 listopada pułk został zluzowany i zajął nowy rejon ześrodkowania w rejonie Różopola, Choszczówki i Białołęki. 13 listopada pułk przekazał dla 9 pp 3 dywizji swój rejon obrony i zajął nowy rejon ześrodkowania w Markach, Zaciszu i Drewnicy, w której stanęło również SD pułku. Otrzymał również uzupełnienie w liczbie 352 żołnierzy, z których został sformowany 4 batalion zwany batalionem uzupełnienia. 12 stycznia pułk ruszył na południowy wschód.
Maszerował przez Kąck, Wójtowiznę, Sobieńki i 14 stycznia ześrodkował się w rejonie wsi Wójtowizna. Po dwudniowym pobycie maszerował dalej i nocą z 16 na 17 stycznia w rejonie Mniszewa przekroczył po lodzie Wisłę. Po przejściu przez Piaseczno pułk ześrodkował się na skraju Mokotowa, a następnego dnia przeszedł na Wolę w pobliże gazowni, gdzie się rozlokował. Sztab pułku zatrzymał się w budynku przy ul. Dworskiej 25. 19 stycznia pułk brał udział w defiladzie na ulicach stolicy, a następnego dnia pomaszerował przez Lipnice, Budy Sisierzkie, Kobylą Łąkę, Osieńciny, Szymborze i Inowrocław ku Bydgoszczy. Zatrzymał się tam na odpoczynek w koszarach byłego 61 pp.
W walkach na Wale Pomorskim

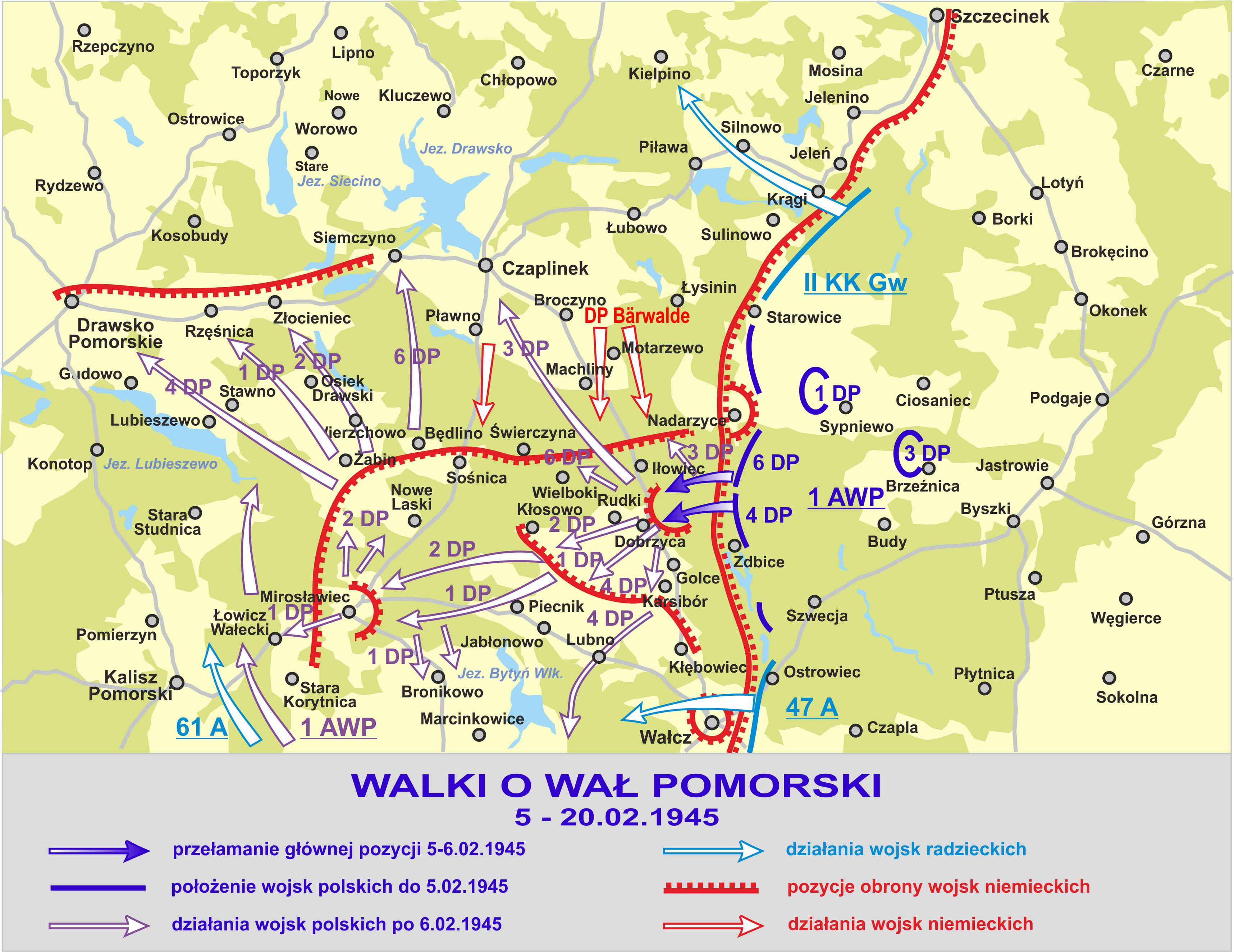

Z Bydgoszczy pułk maszerował do rejonu ześrodkowania w okolice m. Lutowo, a następnie 31 stycznia dotarł do Radawnicy, która znajdowała się przed pozycją przesłaniania Wału Pomorskiego i tego samego dnia rozpoczął walkę z Niemcami o m. Podgaje, która zakończyła się jej zdobyciem 3 lutego. Podczas walk o miejscowość zostało wziętych do niewoli 32 żołnierzy 4 kompanii. Zostali oni zamknięci w stodole i spaleni żywcem. Po latach w tym miejscu został postawiony pomnik ku czci poległych. Po zdobyciu Podgajów pułk przeszedł do rejonu ześrodkowania w m. Sypniewo, a dalej maszerował w kierunku na Iłowiec, Wieloboki. Bataliony pułku walczyły z nieprzyjacielem w rejonie Iłowca, st. kol. Rudki i w lasach koło jez. Businowskie Duże. Pułk będąc w drugim rzucie dywizji osłaniał jej lewe skrzydło i nacierał w kierunku na Mirosławiec. Walcząc z wrogiem zdobył Świętosław i 10 lutego zdobył Jabłonowo i Piecnik. Po zdobyciu wspomnianych miejscowości pododdziały pułku zostały zluzowane przez 12 pułk 4 DP i po marszu ześrodkowały się w rejonie Nieradza, gdzie oczyszczały okoliczne lasy z grup nieprzyjaciela. Bataliony pułku zdobyły m. Hanki i Próchnowo. 
13 lutego pułk zajmował rubież wzdłuż szosy Mirosławiec-Żabin, a następnego dnia nacierał na m. Borujsko, gdzie 20 lutego przeszedł do obrony. W czasie walk o przełamanie umocnień Wału Pomorskiego pułk stracił 18% stanu osobowego jednostki. 1 marca bataliony pułku nacierały w kierunku jez. Lubie i zajęły pozycje wzdłuż drogi prowadzącej do Borujska. Następnego dnia kontynuowały pościg za nieprzyjacielem na Darskowo i Gronowo, gdzie zajęły obronę. Po otrzymaniu nowych rozkazów pułk maszerował dalej i zdobywał w walkach m. Przytoń, Karsibór, a następnie w rejonie Mysłowic organizował obronę okrężną. 8 marca nastąpił wymarsz pułku i 10 marca przybył do Przybiernowa. Od 1 do 8 marca podczas walk pułk stracił 225 żołnierzy. Bataliony pułku były ześrodkowane w Zabierzewie, okolicach Przybiernowa i w samym miasteczku i od 11 do 31 marca prowadziły akcję oczyszczania lasów i okolicy z niedobitków hitlerowskich oddziałów. W okresie tym wzięły do niewoli 213 hitlerowców. Pułk otrzymał również uzupełnienie i szkolił żołnierzy przygotowując się do operacji berlińskiej.
W operacji berlińskiej i szturmie Berlina

7 kwietnia pułk wyruszył z Przybiernowa i maszerował równolegle do Odry przez Goleniów. Tarnówek,Lubanowo, Żelechów, Chojnę i zmierzał do Morynia. 11 kwietnia wieczorem pułk ześrodkował się nad Odrą w rejonie wzgórza 56,9, które znajdowało się koło Siekierek. Pułk ruszył do natarcia 16 kwietnia w godzinach popołudniowych i po sforsowaniu rzeki nacierał na Neu Rüdnitz, a po jej zdobyciu na Neu Cüstrinchen 18 kwietnia pododdziały pułku atakowały przedmoście zaminowanego mostu na odcinku Croustiller-Alt Ranft i po zlikwidowaniu nieprzyjaciela umocniły się na wale przeciwpowodziowym. W nocy z 19 na 20 kwietnia 3 pp wraz z siłami głównymi 1 DP przeprawił się na zachodni brzeg rzeki w rejon Neu Gaul i zajął tam podstawę wyjściową do natarcia. Wspólnie z 2 pp uderzył na północ i zlikwidował nieprzyjaciela w rejonie cukrowni Alt Ranft, a następnie zajął tor kolejowy na odcinku Bad Freienwalde-Alt Ranf. 20 kwietnia pułk brał udział w pościgu za nieprzyjacielem i przeczesywaniu kompleksu leśnego Freienwalder Stadt Forst. Podczas pościgu walczył we wsi Torgelow z niemiecką doborową grupą SS. Po kontynuowaniu pościgu 3 pp wraz z dywizją osiągnął jezioro Gammen-See. 
Z 20 na 21 kwietnia toczył walki z grupami osłonowymi wroga, zajął m. Kruge i nacierał na Trampe, którą zdobył. Po odpoczynku ruszył 22 kwietnia na Biesenthal, Klosterfelde, Lanke. Odpierał kontrataki niemieckie, walcząc nad Kanałem Hohenzollernów pod Bernaw. 30 kwietnia pułk załadował się na 38 samochodów i ruszył do Berlina, w którym wyładował się w dzielnicy Wittenau. Rozpoczął marsz i wszedł do dzielnicy Charlottenburg i ześrodkował się w rejonie ul. Fränklinstrasse, a następnie nacierał w kierunku toru kolejowego przecinającego Charlottenburger Chaussee. Walka toczyła się o każdy budynek. 1 maja pododdziały pułku walczyły o zdobycie mostu na kanale umożliwiając wdarcie się pułkowi do Tiergarten. W rejonie mostu i stacji Tiergarten pododdziały pułku zdobywały każdy dom oddzielnie. 2 maja 1 i 2 bataliony 3 pp jako desant czołgów radzieckiej 66 BPanc ruszyły w kierunku Bramy Brandenburskiej i na tyły Reichstagu. W rejonie stacji Tiergarten bataliony pułku ześrodkowały się i pomaszerowały do północnej części dzielnicy Charlottenburg na krótki postój. Za zasługi w bitwie o Berlin 3 pp otrzymał miano „Berliński”.
|  |  |  |  |

|  |  |  |

Zakończenie wojny i powrót do kraju

2 maja 1945 pułk przeszedł po saperskim moście przez Szprewę i maszerował po trasie Charlottenburg, Gliennicke, Frohnau, Hennigsdorf do Nauen, gdzie miał się ześrodkować. Podczas marszu toczył walkę ze 150-osobową grupą hitlerowskich niedobitków. Po postoju w Nauen, pułk maszerował na zachód przez Paaren, Jäglitz,Kemberg, Teufelshof, Dreibrücken, Dobersund, Warsow i 4 maja zatrzymał się w Briesen, gdzie przebywał do 6 maja. Wykonał następny marsz i 8 maja dotarł do Klosterfelde, gdzie do pułku dotarła wiadomość o zakończeniu wojny. 10 maja wymaszerował z Klosterfelde i 13 maja dotarł do majątku Neuhof i pozostawał tam do 27 maja, przygotowując się do powrotu do kraju. 28 maja pułk ześrodkował się w rejonie stacji Gusow i Werbig, gdzie oczekiwał na transporty. Po załadowaniu się 29 maja na trzy transporty ruszył do kraju przez Kostrzyn, Gorzów Wlkp., Krzyż, Poznań, Ostrów Wlkp., Łódź, Skarżysko, Dęblin i 2 czerwca wyładował się na stacji Łapiguz koło Łukowa. Po przemarszu ze stacji ześrodkował się w lesie koło wsi Karwacz. 5 czerwca opuścił rejon wsi i maszerował do Białej Podlaskiej, do której przybył następnego dnia i rozlokował się w namiotach na dziedzińcu koszar (Koszary zostały zniszczone podczas działań wojennych). W rejonie swego działania pomagał organizować organa administracji i posterunki Milicji Obywatelskiej oraz walczył ze zbrojnymi grupami reakcyjnego podziemia i ukraińskimi nacjonalistami. Jesienią 1945 pododdziały 3 pp zakończyły służbę na Lubelszczyźnie i transportami kolejowymi przedyslokowały się do nowego garnizonu. W lutym 1946 żołnierze pułku prowadzili na terenie województwa warszawskiego i białostockiego działania zmierzające do likwidacji zbrojnych grup oraz w styczniu 1947 brali aktywny udział w wyborach do Sejmu Ustawodawczego.

## Okres powojenny
Od kwietnia 1947 pułk stacjonował w Ciechanowie. Część żołnierzy pułku została skierowana do kombinowanego pułku organizowanego przez sztab 1 Dywizji Piechoty celem zwalczania zbrojnych oddziałów UPA w ramach operacji „Wisła”. W latach 50. XX wieku pułk został przeformowany na 3 Pułk Zmechanizowany. Żołnierze 3 pułku aktywnie uczestniczyli w rozwoju kraju, realizowali zasadnicze zadanie jakim było wszechstronne wyszkolenie i podnoszenie gotowości bojowej. W 1973 dla uczczenia 35-lecia LWP w pułku zdobyto 83 miana „Wzorowy Żołnierz”, 250 klas specjalistów wojskowych, a 16 drużyn uzyskało miano Drużyny Służby Socjalistycznej. Pułk wyszkolił dla gospodarki narodowej setki poszukiwanych specjalistów. Żołnierze pułku uczestniczyli również w walce z klęskami żywiołowymi. 2 maja 1975, w trzydziestą rocznicę zdobycia Berlina przybył do pułku I Sekretarz Komitetu Centralnego Polskiej Zjednoczonej Partii Robotniczej Edward Gierek, a towarzyszył mu minister obrony narodowej gen. armii Wojciech Jaruzelski. Wśród przybyłych kombatantów znajdowali się współtwórcy ludowego Wojska Polskiego, marszałek Polski Michał Rola-Żymierski oraz gen. broni Zygmunt Berling. 10 maja 1975 odbyła się uroczystość nadania pułkowi bojowego orderu. Po odczytaniu uchwały Rady Państwa Polskiej Rzeczypospolitej Ludowej o nadaniu 3 Berlińskiemu pułkowi zmechanizowanemu Orderu Krzyża Grunwaldu III klasy, aktu dekoracji dokonał szef Głównego Zarządu Politycznego WP gen. dyw. Włodzimierz Sawczuk.

## Sztandar pułku
Sztandar ufundowany przez społeczeństwo Rembertowa pułk otrzymał 12 października 1944. Wykonany został przez siostry zakonne z miejscowego klasztoru. Do końca wojny pluton honorowy sztandaru stanowili zwiadowcy piesi i konni pułku.
Opis sztandaru:

Płat o wymiarach 75 x 87 cm, obszyty z trzech stron żółtą frędzlą jedwabną, przymocowany do drzewca za pomocą ośmiu pętelek i haczyków. Drzewce z jasnego politurowanego drewna, łączone za pomocą mosiężnych okuć. Głowica w kształcie płaskiego orła. Przy drzewcu wstęga biało-czerwona.
Strona główna:

Na czerwonym tle pośrodku malowany farbą olejną orzeł, którego brzegi obwiedzione białym, jedwabnym haftem. Nad orłem napis haftowany żółtą i złotą nicią: „ZA NASZĄ I WASZĄ WOLNOŚĆ”; pod orłem: „3 pp 1 D.P. im. T. KOŚCIUSZKI 1944”.
Strona odwrotna:

Na białym tle haftowany kolorowo i malowany farbą olejną wizerunek Matki Boskiej Częstochowskiej. Nad wizerunkiem napis haftowany żółtą i brązową nicią: „POD TWOJĄ OBRONĘ”; pod wizerunkiem: „UCIEKAMY SIĘ”.